# Sobral de Monte Agraço
Sobral de Monte Agraço é uma vila portuguesa sede do Município de Sobral de Monte Agraço, pertencendo ao Distrito de Lisboa e integrada na Comunidade Intermunicipal do Oeste, NUT II do Oeste e Vale do Tejo, que pertenceu à província histórica da Estremadura, tendo atualmente cerca de 2 900 habitantes. 
O município é limitado a norte pelo município de Torres Vedras, a nordeste por Alenquer, a este e sudeste por Arruda dos Vinhos e a sudoeste e oeste por Mafra.

## Freguesias

Freguesias do município de Sobral de Monte Agraço.

As freguesias do Sobral de Monte Agraço são as seguintes:
- Santo Quintino;
- Sapataria;
- Sobral de Monte Agraço.

## História
O mais antigo documento que se conhece relativamente ao concelho de Sobral de Monte Agraço é datado de 1 de Outubro de 1186, sendo uma carta de doação do rei D. Sancho I ao bispo de Évora, D. Paio, do reguengo do Soveral. Logo se começou a desenvolver um agregado populacional neste reguengo, junto à Igreja de São Salvador e dos Passos.
A população mais importante começou a desenvolver-se no reguengo de Monte Agraço, na altura Montagraço, junto à Capela de São Salvador do Mundo, zona atualmente denominada de Cachimbos - Santo Quintino. Este aglomerado manteve-se até meados do século XVI, bem como os edifícios públicos, que só nessa altura foram deslocados para a zona onde atualmente se encontra a Vila de Sobral de Monte Agraço.
D. João I, em 1386, atribuiu “carta de privilégio” a este concelho, em recompensa do seu papel activo durante o cerco de Torres Vedras.
A posse de Monte Agraço permaneceu nas mãos episcopais de Évora até à fundação do Colégio do Espírito Santo e Universidade. Em 1518, o Rei D. Manuel I atribui o Foral a Monte Agraço, pelo qual são consignados as liberdades e garantias de pessoas e bens, a imposição de impostos sobre transações, as multas por delitos e desrespeito às normas, os privilégios dos moradores e de algumas pessoas e organismos em particular e, muito especialmente, a determinação dos direitos fiscais, até então desalinhados, por carência da legislação apropriada.
Em 1561, D. Henrique conseguiu bula de Pio IV para unir o concelho de Monte Agraço ao Colégio e Universidade e separá-lo do episcopado de Évora.
Após a expulsão dos Jesuítas de Portugal, imposta por D. José I, em 1759 e a confiscação dos seus bens, o Senhorio de Monte Agraço voltou para a Coroa. No ano de 1770, Joaquim Inácio da Cruz, fidalgo da Casa Real, arrematou em hasta pública os bens e os direitos do reguengo.
Sobral de Monte Agraço foi oferecida como Senhorio Honorífico em 1771, por D. José I a Joaquim Inácio da Cruz, Tesoureiro-Mor do Erário Régio, que adoptou então o sobrenome "Sobral". Os seus descendentes foram feitos, sucessivamente Barões, Viscondes e Condes de Sobral. Joaquim Inácio da Cruz mandou construir um conjunto de infraestruturas a vila de Sobral de Monte Agraço não possuía nesse tempo. Para além do Solar da Família Sobral, mandou edificar a Casa da Câmara e a cadeia, o chafariz, a praça pública, de traça pombalina, estradas e pontes. Mandou fazer a pesquisa de águas nas suas terras, abrir minas para abastecer a vila e deu incentivos à fixação de fábricas. Faleceu em 1781, sem deixar descendência, passando o Morgado do Sobral para o seu irmão Anselmo José da Cruz.
Durante a Guerra Peninsular, Sobral de Monte Agraço estava integrada nas Linhas de Torres. Em Outubro de 1810, o Exército Francês chefiado por André Massena aproximou-se das Linhas, verificando que os Portugueses tinham submetido a área defronte das mesmas a uma política de terra queimada. Depois de uma escaramuça em Sobral de Monte Agraço, no dia 14 de Outubro, os Franceses aperceberam-se que não conseguiriam avançar mais. O historiador militar britânico Charles Oman escreveu que "ao alvorecer nessa manhã de 14 de Outubro, em Sobral, a maré napoleónica atingiu o seu ponto mais elevado". No episódio da terceira invasão francesa, Sobral de Monte Agraço teve um papel decisivo ao travar a progressão das tropas francesas a caminho de Lisboa, nomeadamente através dos combates de Sobral e Seramena e do Forte Grande do Alqueidão.
A vila de Sobral de Monte Agraço foi elevada a sede de Concelho em 1821. O Concelho foi extinto em 1832 e restaurado em 1836, passando a abranger, também, a freguesia de S. Quintino que até aí pertencia a Lisboa.
A 10 de Fevereiro de 1887 é decretada a transferência da sede do concelho de Arruda para Sobral de Monte Agraço.
Por Decreto de 13 de Janeiro de 1898 é restaurado o concelho do Sobral com a freguesia de Sapataria. Foi esta a última reforma do Concelho.

## Evolução demográfica
De acordo com os dados do INE o distrito de Lisboa registou em 2021 um acréscimo populacional na ordem dos 1.1% relativamente aos resultados do censo de 2011. No concelho de Sobral de Monte Agraço esse acréscimo rondou os 3.8%. 	

| Número de habitantes | Número de habitantes | Número de habitantes | Número de habitantes | Número de habitantes | Número de habitantes | Número de habitantes | Número de habitantes | Número de habitantes | Número de habitantes | Número de habitantes | Número de habitantes | Número de habitantes | Número de habitantes | Número de habitantes | Número de habitantes |
| -------------------- | -------------------- | -------------------- | -------------------- | -------------------- | -------------------- | -------------------- | -------------------- | -------------------- | -------------------- | -------------------- | -------------------- | -------------------- | -------------------- | -------------------- | -------------------- |
| 1864                 | 1878                 | 1890                 | 1900                 | 1911                 | 1920                 | 1930                 | 1940                 | 1950                 | 1960                 | 1970                 | 1981                 | 1991                 | 2001                 | 2011                 | 2021                 |
| 4 722                | 4 825                | 5 647                | 5 747                | 6 039                | 6 058                | 6 845                | 7 220                | 7 425                | 7 744                | 7 116                | 7 863                | 7 245                | 8 927                | 10 156               | 10 540               |

(Obs.: Número de habitantes "residentes", ou seja, que tinham a residência oficial neste município à data em que os censos  se realizaram.)
| Número de habitantes por Grupo Etário | Número de habitantes por Grupo Etário | Número de habitantes por Grupo Etário | Número de habitantes por Grupo Etário | Número de habitantes por Grupo Etário | Número de habitantes por Grupo Etário | Número de habitantes por Grupo Etário | Número de habitantes por Grupo Etário | Número de habitantes por Grupo Etário | Número de habitantes por Grupo Etário | Número de habitantes por Grupo Etário | Número de habitantes por Grupo Etário | Número de habitantes por Grupo Etário | Número de habitantes por Grupo Etário |
| ------------------------------------- | ------------------------------------- | ------------------------------------- | ------------------------------------- | ------------------------------------- | ------------------------------------- | ------------------------------------- | ------------------------------------- | ------------------------------------- | ------------------------------------- | ------------------------------------- | ------------------------------------- | ------------------------------------- | ------------------------------------- |
|                                       | 1900                                  | 1911                                  | 1920                                  | 1930                                  | 1940                                  | 1950                                  | 1960                                  | 1970                                  | 1981                                  | 1991                                  | 2001                                  | 2011                                  | 2021                                  |
| 0-14 Anos                             | 2 047                                 | 2 082                                 | 1 974                                 | 2 175                                 | 2 191                                 | 1 937                                 | 1 795                                 | 1 590                                 | 1 736                                 | 1 308                                 | 1 384                                 | 1 690                                 | 1 593                                 |
| 15-24 Anos                            | 946                                   | 1 027                                 | 1 129                                 | 1 267                                 | 1 214                                 | 1 257                                 | 1 294                                 | 855                                   | 994                                   | 1 013                                 | 1 197                                 | 999                                   | 1 163                                 |
| 25-64 Anos                            | 2 362                                 | 2 429                                 | 2 512                                 | 2 973                                 | 3 259                                 | 3 522                                 | 3 947                                 | 3 905                                 | 4 034                                 | 3 721                                 | 4 733                                 | 5 644                                 | 5 615                                 |
| = ou > 65 Anos                        | 386                                   | 374                                   | 422                                   | 485                                   | 558                                   | 576                                   | 708                                   | 865                                   | 1 099                                 | 1 203                                 | 1 613                                 | 1 823                                 | 2 169                                 |

(Obs: De 1900 a 1950 os dados referem-se à população "de facto", ou seja, que estava presente no município à data em que os censos se realizaram. Daí que se registem algumas diferenças relativamente à designada população residente)

## Património
- Igreja de São Quintino

## Política
O município de Sobral de Monte Agraço é administrado por uma câmara municipal composta por 5 vereadores. Existe uma assembleia municipal, que é o órgão legislativo do município, constituída por 18 deputados (dos quais 15 eleitos diretamente).
O cargo de Presidente da Câmara Municipal é atualmente ocupado por José Alberto Quintino, eleito nas eleições autárquicas de 2021 pela CDU - Coligação Democrática Unitária (composta pelo Partido Comunista Português e o Partido Ecologista Os Verdes), tendo maioria absoluta de vereadores na câmara (3).

Nas eleições Autárquicas de 2021, foi reeleito José Alberto Quintino, pela CDU - Coligação Democrática Unitária, tendo sido eleitos ainda um vereador pelo PS e outro pela coligação Juntos Pela Nossa Terra (PSD/CDS-PP). Na Assembleia Municipal o partido mais representado é novamente a CDU (PCP-PEV) com 7 deputados eleitos e 2 presidentes de Juntas de Freguesia, seguindo-se o Partido Socialista (4;0), a coligação Juntos Pela Nossa Terra (4; 0), e o Movimento Independente - Move-te (0;1). O Presidente da Assembleia Municipal é Júlio Lourenço Rodrigues, da CDU.
| Órgão                           | PCP-PEV | PS | PSD/CDS-PP | Move-te pela Freguesia |
| Câmara Municipal                | 3       | 1  | 1          | 0                      |
| Assembleia Municipal            | 9       | 4  | 4          | 1                      |
| dos quais: eleitos directamente | 7       | 4  | 4          | 0                      |

### Eleições autárquicas[9]
| Data | %     | V     | %            | V            | %       | V       | %              | V         | %              | V       | %              | V   | %              | V      | %       | V       | Participação |                |
| Data | PS    | PS    | FEPU/APU/CDU | FEPU/APU/CDU | PPD/PSD | PPD/PSD | PCTP/MRPP      | PCTP/MRPP | AD             | AD      | PPM            | PPM | CDS-PP         | CDS-PP | PSD-CDS | PSD-CDS | Participação |                |
| ---- | ----- | ----- | ------------ | ------------ | ------- | ------- | -------------- | --------- | -------------- | ------- | -------------- | --- | -------------- | ------ | ------- | ------- | ------------ | -------------- |
| Data | 1976  | 42,07 | 2            | 35,64        | 2       | 17,21   | 1              |           |                |         |                |     |                |        |         |         |              | 55,20 / 100,00 |
| 1979 | 26,08 | 1     | 45,77        | 3            | 24,26   | 1       | 0,83           | -         | 71,80 / 100,00 |         |                |     |                |        |         |         |              |                |
| 1982 | 21,06 | 1     | 54,65        | 3            | AD      | AD      | 3,02           | -         | 16,05          | 1       | AD             | AD  | 70,46 / 100,00 |        |         |         |              |                |
| 1985 | 23,40 | 1     | 70,99        | 4            |         |         |                |           |                |         |                |     | 64,89 / 100,00 |        |         |         |              |                |
| 1989 | 12,63 | -     | 64,96        | 4            | 19,08   | 1       | 65,01 / 100,00 |           |                |         |                |     |                |        |         |         |              |                |
| 1993 | 11,40 | -     | 65,79        | 4            | 18,53   | 1       | 66,11 / 100,00 |           |                |         |                |     |                |        |         |         |              |                |
| 1997 | 17,54 | 1     | 64,30        | 4            | 10,68   | -       | 3,01           | -         | 60,42 / 100,00 |         |                |     |                |        |         |         |              |                |
| 2001 | 24,01 | 1     | 57,67        | 4            | CDS-PP  | CDS-PP  | PPD/PSD        | PPD/PSD   | 13,42          | -       | 57,86 / 100,00 |     |                |        |         |         |              |                |
| 2005 | 23,94 | 1     | 54,28        | 3            | CDS-PP  | CDS-PP  | PPD/PSD        | PPD/PSD   | PSD-CDS        | PSD-CDS | 15,80          | 1   | 60,01 / 100,00 |        |         |         |              |                |
| 2009 | 17,61 | 1     | 54,33        | 3            | CDS-PP  | CDS-PP  | PPD/PSD        | PPD/PSD   |                |         | 23,95          | 1   | 58,73 / 100,00 |        |         |         |              |                |
| 2013 | 28,28 | 1     | 48,55        | 3            | CDS-PP  | CDS-PP  | PPD/PSD        | PPD/PSD   | 18,41          | 1       | 57,48 / 100,00 |     |                |        |         |         |              |                |
| 2017 | 26,20 | 1     | 50,36        | 3            | CDS-PP  | CDS-PP  | PPD/PSD        | PPD/PSD   | 19,38          | 1       | 58,75 / 100,00 |     |                |        |         |         |              |                |
| 2021 | 27,77 | 1     | 42,89        | 3            | CDS-PP  | CDS-PP  | PPD/PSD        | PPD/PSD   | 24,01          | 1       | 57,79 / 100,00 |     |                |        |         |         |              |                |

### Eleições legislativas
| Data | %     | %     | %     | %     | %     | %        | %     | %     | %    | %     | %    | %   | %       | % | %  | %  |  |
| Data | PS    | PCP   | PSD   | CDS   | UDP   | APU/ CDU | AD    | FRS   | PRD  | PSN   | B.E. | PAN | PSD CDS | L | CH | IL |  |
| ---- | ----- | ----- | ----- | ----- | ----- | -------- | ----- | ----- | ---- | ----- | ---- | --- | ------- | - | -- | -- |  |
| Data | 1976  | 40,68 | 29,05 | 13,08 | 4,28  | 1,25     |       |       |      |       |      |     |         |   |    |    |  |
| 1979 | 27,98 | APU   | AD    | AD    | 1,34  | 36,86    | 25,58 |       |      |       |      |     |         |   |    |    |  |
| 1980 | FRS   | APU   | AD    | AD    | 1,25  | 35,90    | 27,50 | 23,93 |      |       |      |     |         |   |    |    |  |
| 1983 | 32,00 | APU   | 15,94 | 4,24  | PSR   | 40,96    |       |       |      |       |      |     |         |   |    |    |  |
| 1985 | 17,92 | APU   | 16,68 | 3,59  | 1,02  | 34,32    | 20,23 |       |      |       |      |     |         |   |    |    |  |
| 1987 | 19,10 | CDU   | 33,16 | 2,68  | 0,82  | 30,11    | 6,69  |       |      |       |      |     |         |   |    |    |  |
| 1991 | 25,72 | CDU   | 38,70 | 2,80  |       | 20,69    | 1,11  | 2,04  |      |       |      |     |         |   |    |    |  |
| 1995 | 41,16 | CDU   | 22,43 | 7,41  | 0,74  | 21,58    |       | 0,14  |      |       |      |     |         |   |    |    |  |
| 1999 | 43,48 | CDU   | 20,21 | 6,18  |       | 22,02    | 0,38  | 2,49  |      |       |      |     |         |   |    |    |  |
| 2002 | 37,53 | CDU   | 28,73 | 7,38  | 17,63 |          | 3,05  |       |      |       |      |     |         |   |    |    |  |
| 2005 | 45,51 | CDU   | 19,63 | 5,18  | 15,68 | 6,71     |       |       |      |       |      |     |         |   |    |    |  |
| 2009 | 35,44 | CDU   | 20,23 | 8,36  | 17,36 | 10,16    |       |       |      |       |      |     |         |   |    |    |  |
| 2011 | 27,81 | CDU   | 29,08 | 11,42 | 15,61 | 5,25     | 1,04  |       |      |       |      |     |         |   |    |    |  |
| 2015 | 30,94 | CDU   | CDS   | PSD   | 18,62 | 10,14    | 1,39  | 29,29 | 0,76 |       |      |     |         |   |    |    |  |
| 2019 | 38,22 | CDU   | 18,31 | 3,55  | 14,41 | 8,36     | 3,14  |       | 1,28 | 1,42  | 1,40 |     |         |   |    |    |  |
| 2022 | 41,83 | CDU   | 21,48 | 1,36  | 8,42  | 4,13     | 1,52  | 1,64  | 9,07 | 5,56  |      |     |         |   |    |    |  |
| 2024 | 25,22 | CDU   | AD    | AD    | 6,93  | 22,54    | 4,72  | 1,98  | 3,84 | 22,59 | 5,63 |     |         |   |    |    |  |

## Cultura
- Cine-Teatro de Sobral de Monte Agraço, construído em 1945

## Festas e feiras

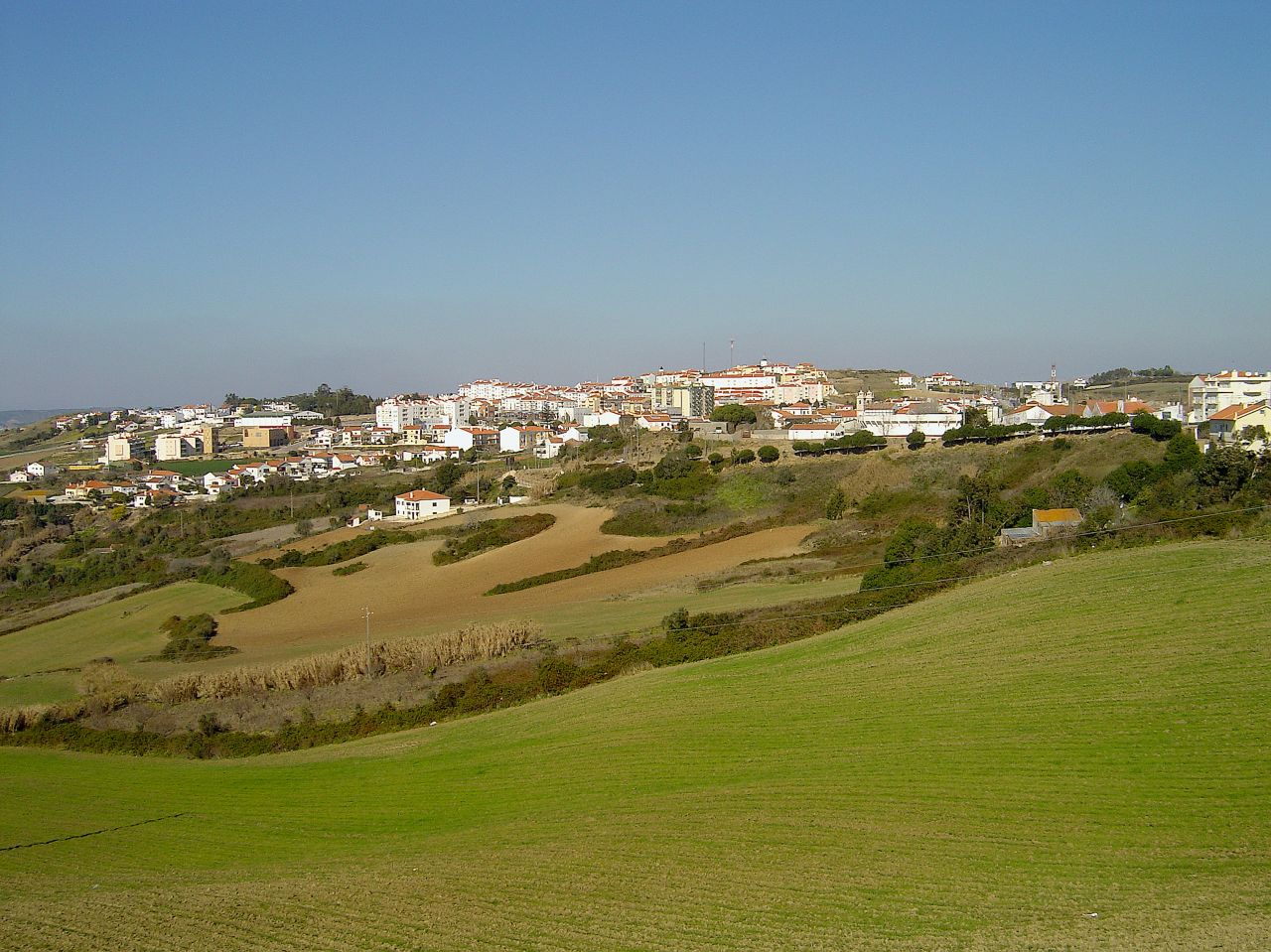
Largo central de Sobral de Monte Agraço

- Festa e Feira de Verão: uma semana de Setembro, desde o sábado antes do segundo domingo:  corridas de touros, largada de touros, concertos, exposições, feira de artesanato, quermesse, música, teatro, entre outros, variável de ano para ano. As festas têm como ponto alto as largadas e concertos na Praça Dr. Eugénio Dias.
- Tasquinhas - em Outubro.

As Festas da Vila na segunda semana de Setembro não são religiosas, são festas cívicas denominadas desde o início de Festas e Feira de Verão. Foram criadas em 1912 pela Câmara Municipal sob uma proposta de Matias Ferreira e só tiveram programa escrito em 1913. Nos anos de 1912 e 1913 os pontos altos foram os concertos pela Banda da Polícia Municipal de Lisboa (atual Banda da Guarda Nacional Republicana), as touradas e a exposição de gados.[carece de fontes?]
A festa religiosa de Nossa Senhora da Vida e Santa Aurélia era a 15 de Agosto e deixou de fazer-se em 1918 depois de a igreja ter sido assaltada e profanada na véspera das exéquias de Sidónio Pais. Foi substituída pela Feira de 15 de Agosto que passou a ter a exposição de gados que foi suprimida das Festas, deixou de fazer-se nos anos 50 do século XX.[carece de fontes?]
Festa de Santo António com Missa, Sermão e Procissão e recitação da coroa de 7 mistérios no dia do santo, 13 de Junho, sendo que a última foi em 1918.[carece de fontes?]
Bodo de São Brás, a 3 de Fevereiro, com carros de bois com toldo que levavam as carnes e o pão para serem benzidos na Igreja do Salvador e distribuídos pelos pobres. A imagem de São Brás destruída no assalto à igreja foi restaurada no início do século XXI e é atribuída à escola de Machado de Castro.[carece de fontes?]